# Velký Bolevecký rybník
Velký Bolevecký rybník, zvaný též Bolevák nebo Koupaliště Ostende, je součástí rybniční soustavy na Boleveckém potoce na severním okraji města Plzně ve vzdálenosti 3,3 km od centra u Bílé Hory. Jde zdaleka o největší rybník soustavy a 5. největší v Plzeňském kraji. Jedná se o významnou rekreační lokalitu a vzhledem ke stáří také o jedinečné technické dílo z pozdního středověku, které časově předstihlo i budování známější soustavy třeboňské.

## Historie

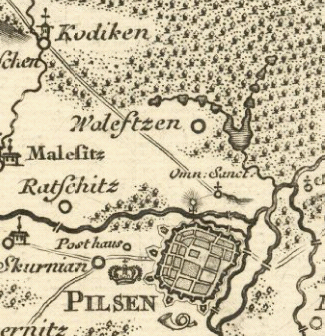
Bolevecké rybníky na mapě Jana Kryštofa Müllera z roku 1720

Bolevák patří mezi nejstarší dochované rybníky v Plzeňském kraji. Plán založit nedaleko vsi Volevec (dnešní Bolevec) soustavu rybníků vznikl ve městě Plzni již v polovině 15. století. Rybniční hospodářství totiž kvůli zvýšené poptávce po rybách coby postním pokrmu patřilo v tehdejších dobách spolu s pivovarnictvím k nejvýnosnějším odvětvím podnikání.
Město proto 17. dubna 1460 koupilo se souhlasem krále Jiřího z Poděbrad ves Volevec od kapituly sv. Apolináře za 200 kop pražských grošů a každoročních 20 kop úroků. Následujícího roku byl vybudován první rybník. S největší pravděpodobností se jednalo právě o Velký Bolevecký rybník, avšak chybí přímé písemné důkazy. Dne 20. března 1461 město uzavřelo smlouvu o náhradě (již existujícím) rybníkem zaplavených polí a luk paní Machny Hynkové a jejích synů Zikmunda a Mikuláše. Náhrady pro bolevecké sedláky, jejichž pozemky rovněž zaplavila voda, byly ustanoveny listinou z 24. prosince 1461. Vedení města Plzně jim přiznalo pozemky na svahu dnešní Mikulky a kromě jiných výhod i právo na odúmrť, tj. možnost odkázat statek komukoliv.
Až do konce 15. století pak probíhala intenzivní výstavba dalších rybníků, čímž vznikla celá bolevecká soustava. Podrobnější údaje však v písemných pramenech nebyly zachyceny.
Během třicetileté války byla rybniční soustava včetně Velkého boleveckého rybníka zanedbána, objekty zpustly a některé z nich zcela zanikly. Od konce 17. století však úsilím města došlo k obnově celé soustavy. V druhé polovině 18. století také město začalo rybníky místo přímé správy pronajímat. Velký bolevecký rybník tak začal záhy využívat Měšťanský pivovar (dnes Prazdroj), který zde v zimním období získával led k chlazení piva.
Od počátku 20. století je Bolevák obdobně jako ostatní rybníky bolevecké soustavy hojně využíván k rekreaci, zatímco jeho hospodářské využití bylo omezeno.

### Led pro pivovary
V 19. století bylo chlazení piva v pivovarech zajišťováno ledem. Pivovary si dělaly zásoby ledu, aby vydržely nejen přes léto, ale i pro případ, že by následující zima byla teplá a rybníky nezamrzly.
Již v 70. letech 19. století si Měšťanský pivovar (dnes Plzeňský Prazdroj) pronajal prostor u hráze Velkého rybníka pro zimní těžbu ledu. Ledaři se rekrutovali z řad sedláků, kteří měli přes zimu málo práce. Roku 1883 byla od nedaleké železniční tratě č. 160 na Žatec postavena železniční vlečka, po které byl led přepravován do pivovarských sklepů. Množství vytěženého ledu bylo enormní, např. v roce 1920 bylo nařezáno a do pivovaru dovezeno 600 vagónů ledu.
Pro větší efektivitu těžby ledu i ulehčení náročné práce s jeho nakládáním byl v roce 1942 na hrázi postaven železný dopravník, vyrobený ve valdštejnských železárnách v Sedlci u Starého Plzence. Dokázal vytěžit 100 tun ledu za hodinu a sloužil až do roku 1987, kdy byla odvezena poslední kra ledu pro pivovarské sklepy. Dopravník byl rozebrán v polovině 90. let.
Památkou na bolevecké ledování je ledařská sekera, vylovená v roce 1995 ze dna Velkého rybníka a vystavená v plzeňském Pivovarském muzeu.

## Pobřeží

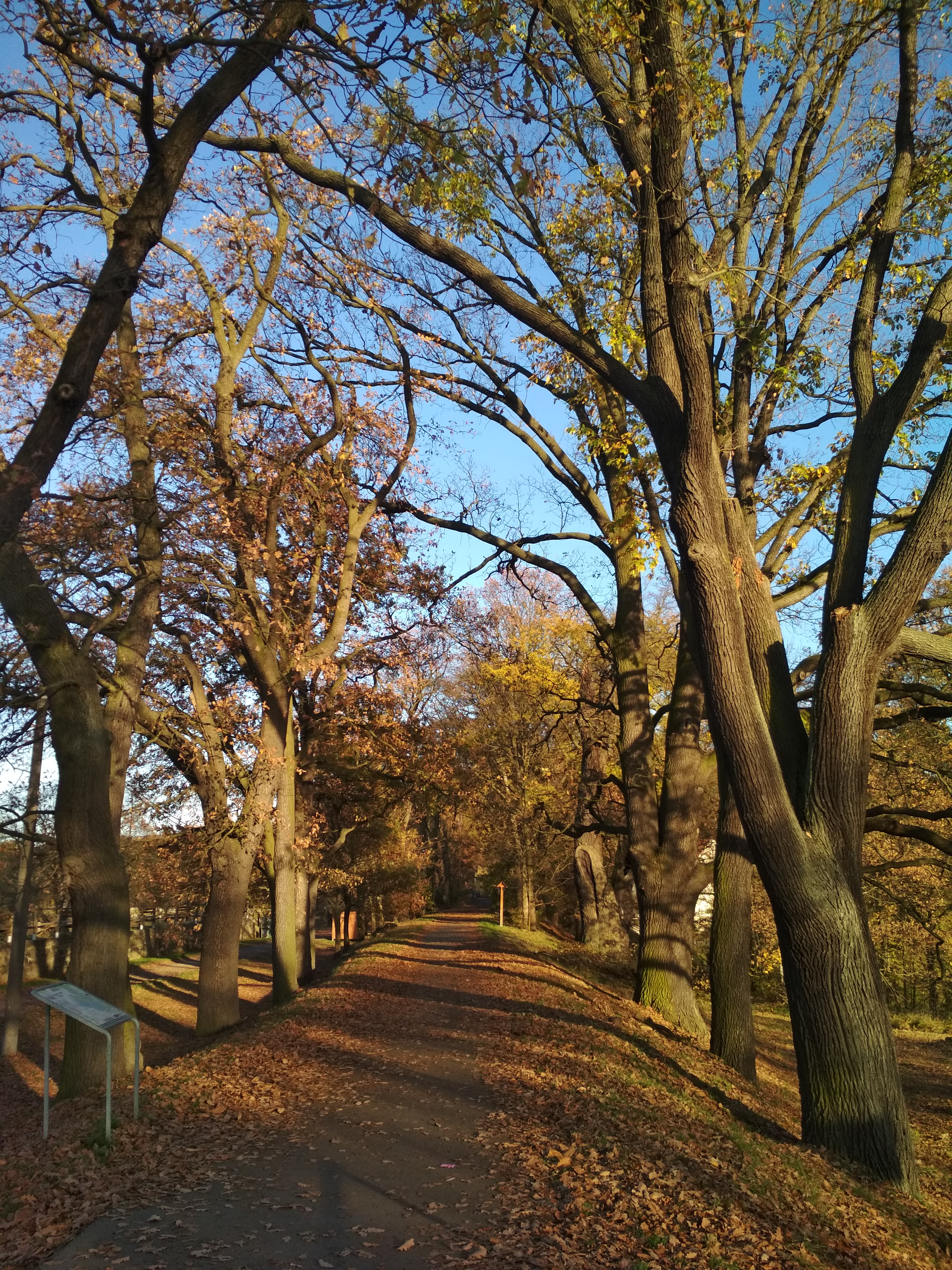
Hráz rybníka, zpevněná mohutnými duby

Vodní plocha má obdélníkový tvar. Dno je písčité a pozvolna klesající. Severní a východní břeh lemují písčité pláže přecházející v lesy, jižní břeh je travnatý. Na západním břehu se nachází osada Malý Bolevec a autokemp Ostende.
Monumentální zemní hráz je asi 250 m dlouhá, v koruně široká 8-10 m a vysoká až 12 m. Hloubka rybníka u stavidla je při plném napuštění asi 4 m. Na východním konci hráze se dochovala zřejmě původní, pozdně středověká vypouštěcí štola, zčásti vytesaná v pískovcové skále a částečně zděná z pískovcových kvádrů na valenou klenbu. V 70. letech 20. století byla stará dřevěná výpusť nahrazena novodobou betonovou zátkou, kterou prochází potrubí, ukončené litinovým šoupětem.
Na severozápadním břehu pokračuje rybník obloukovitým výběžkem (od roku 1954 plně odděleným malou sypanou hrázkou), který se nazývá Malý Bolevecký rybník nebo též V Chobotu.

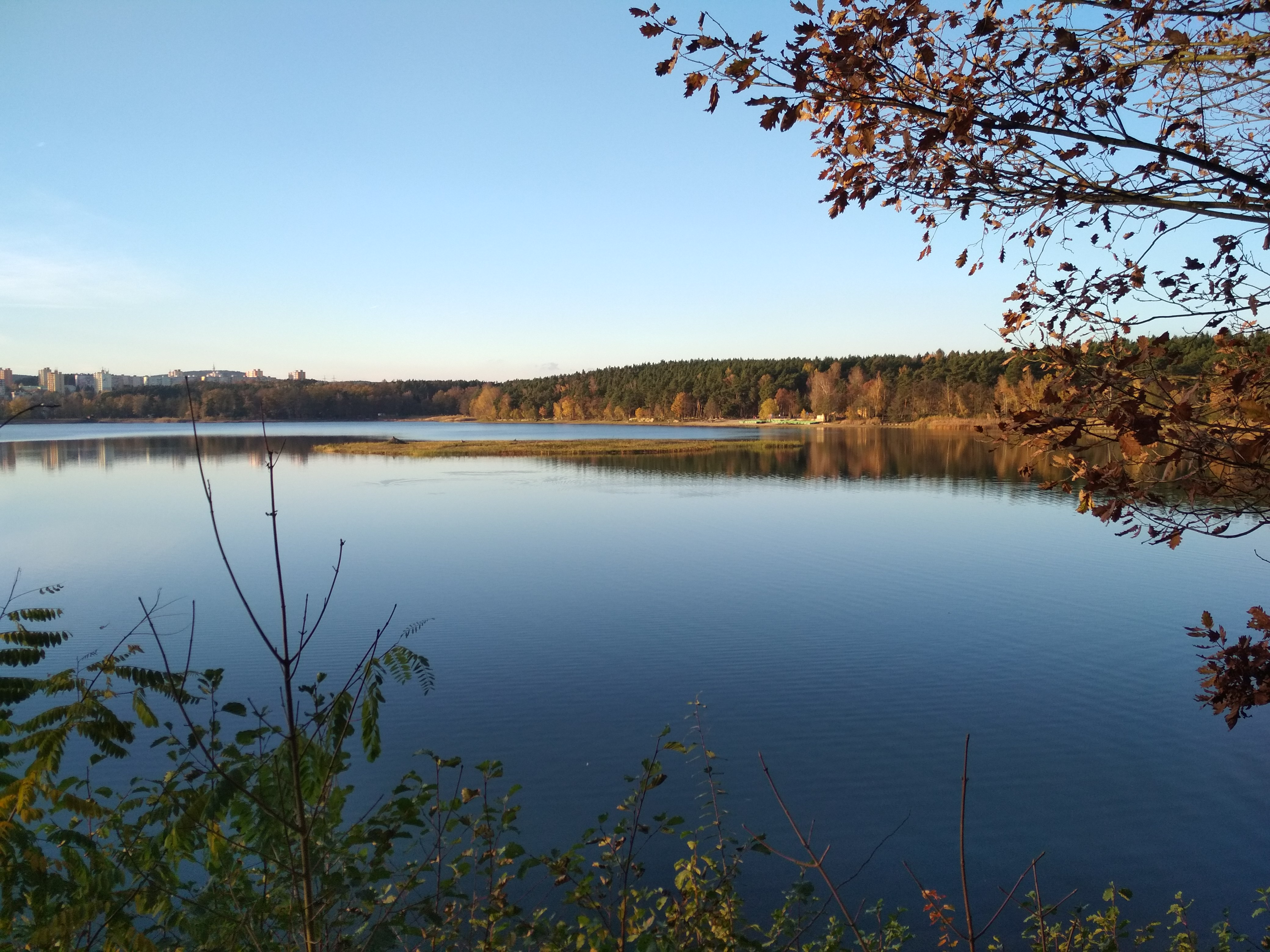
Plochý ostrůvek uprostřed rybníka

## Vodní režim
Rybníkem protéká Bolevecký potok, který je levostranným přítokem Berounky. Lesnatost povodí potoka dosahuje 80 %, 355denní voda 0,0025 m³/s a stoletá voda 22,5 m³/s.
Od počátku 21. století je problémem Velkého rybníka nedostatek vody. Při nižším stavu vody vystupuje ve východní části nádrže malý ostrůvek. Od září 2022 probíhá pravidelné navyšování hladiny v rybníce vodou z řeky Berounky.

## Využití
Původně byl Bolevák – hlavní rybník celé soustavy – založen jako kaprový, určený k dochovávání slovených ryb na ryby tržní. Rybník se vypouštěl a lovil pravidelně každé dva roky a po vypuštění se na zimu oséval ovsem.
V současnosti je rybník využíván zejména pro rekreaci (koupání, loďky, šlapadla) a vodní sporty (plachtění). Probíhá postupná přeměna jeho rybničního charakteru v jezerní (obměna rostlin a ryb), čímž by se měla zlepšit čistota vody. Na severním břehu rybníka se nachází pláž, nudistická pláž, venkovní posilovna a stezka vhodná i pro in-line bruslaře.

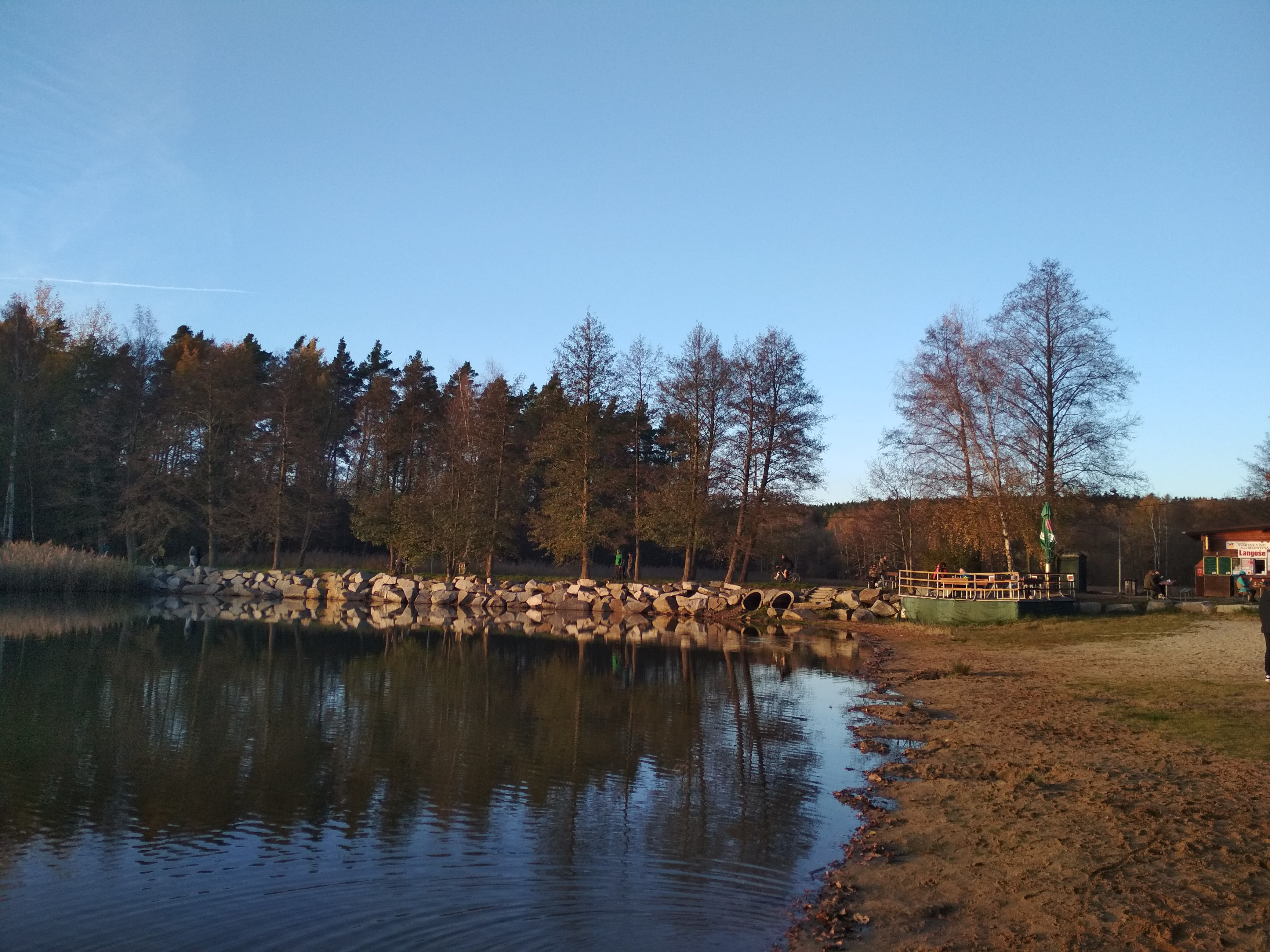
Hráz oddělující část zvanou V Chobotu neboli Malý Bolevecký rybník

Již v roce 1920 byla severovýchodní část Velkého rybníka a jeho pobřeží vyčleněna pro zřízení "kupadliště a kluziště". K tomu účelu byl na písčitém břehu v roce 1921 postavena velmi oblíbená výletní restaurace Ostende, dřevěné převlékací kabinky i půjčovna loděk. Od východního břehu (z Bílé Hory) se návštěvníci k pláži přepravovali pomocí pramice i motorového člunu. Později Měšťanský pivovar, který měl rekreační areál v nájmu, nechal přes výběžek V Chobotu postavit dřevěnou lávku, nahrazenou v roce 1954 sypanou hrázkou. Výstavbou této hráze byl úplně oddělen Malý Bolevecký rybník jako samostatná vodní plocha. Zchátralá budova výletní restaurace byla stržena v 80. letech 20. století.
Při západním břehu rybníka byl obcí Bolevec v roce 1916 postaven dům čp. 239 jako izolační pavilon pro pacienty s černými neštovicemi. Později sloužil jako ubytovna pro chudé a pak jako hájovna obecních lesů. Opuštěný areál byl v 50. letech 20. století adaptován pro účely autokempu Ostende, přičemž původní budova čp. 239 je stále jeho součástí.
Od 30. let 20. století Bolevák využívají milovníci jachtingu, jejichž klub byl oficiálně založený v roce 1945. Od roku 1952 působí pod hlavičkou sportovního klubu TJ Lokomotiva. Od roku 1953 sídlí na jižním břehu rybníka také Jachetní klub Plzeň.

## Turistika
Kolem boleveckých rybníků probíhá hustá síť turistických cest. Jedna z nejzajímavějších je Sigmondova naučná stezka. Kolem areálu rybníků vede rovněž cyklostezka 2151 a okruh určený pro vozíčkáře.
Hráz Velkého rybníka zpevňují majestátní duby, z nichž tři jsou od roku 1987 chráněné jako památné stromy. Jsou staré zhruba 400 let a mají obvody kmenů 710, 570 a 460 cm při výšce 29, 17 a 17 m.
V jihovýchodní části hráze Velkého boleveckého rybníka stojí budova čp. 21 (tzv. Rybárna), která byla postavena jako příbytek městského myslivce. Jádro stavby - přízemní zděný dům se sedlovou střechou - je pozdně barokní a vzniklo zhruba v polovině 18. století. Poprvé je zachytil plán města Plzně z roku 1781. V roce 1889 bylo v ose jižního průčelí přistavěno přízemní rizalitové křídlo se sedlovou střechou. Budova byla v roce 1997 citlivě rekonstruována a adaptována pro oddělení městských lesů Správy veřejného statku města Plzně.
   

Součástí areálu rybárny je od roku 2015 Výuková vodní zahrada, která představuje model různých ekosystémů v prostoru boleveckých rybníků a slouží především ke vzdělávání dětí. Pozorovat tu lze dubový porost, mechy, rašeliniště, vřesoviště, vlhkou louku i různé druhy vodních ploch. Součástí jsou též ukázky léčivých rostlin Boleveckých rybníků.

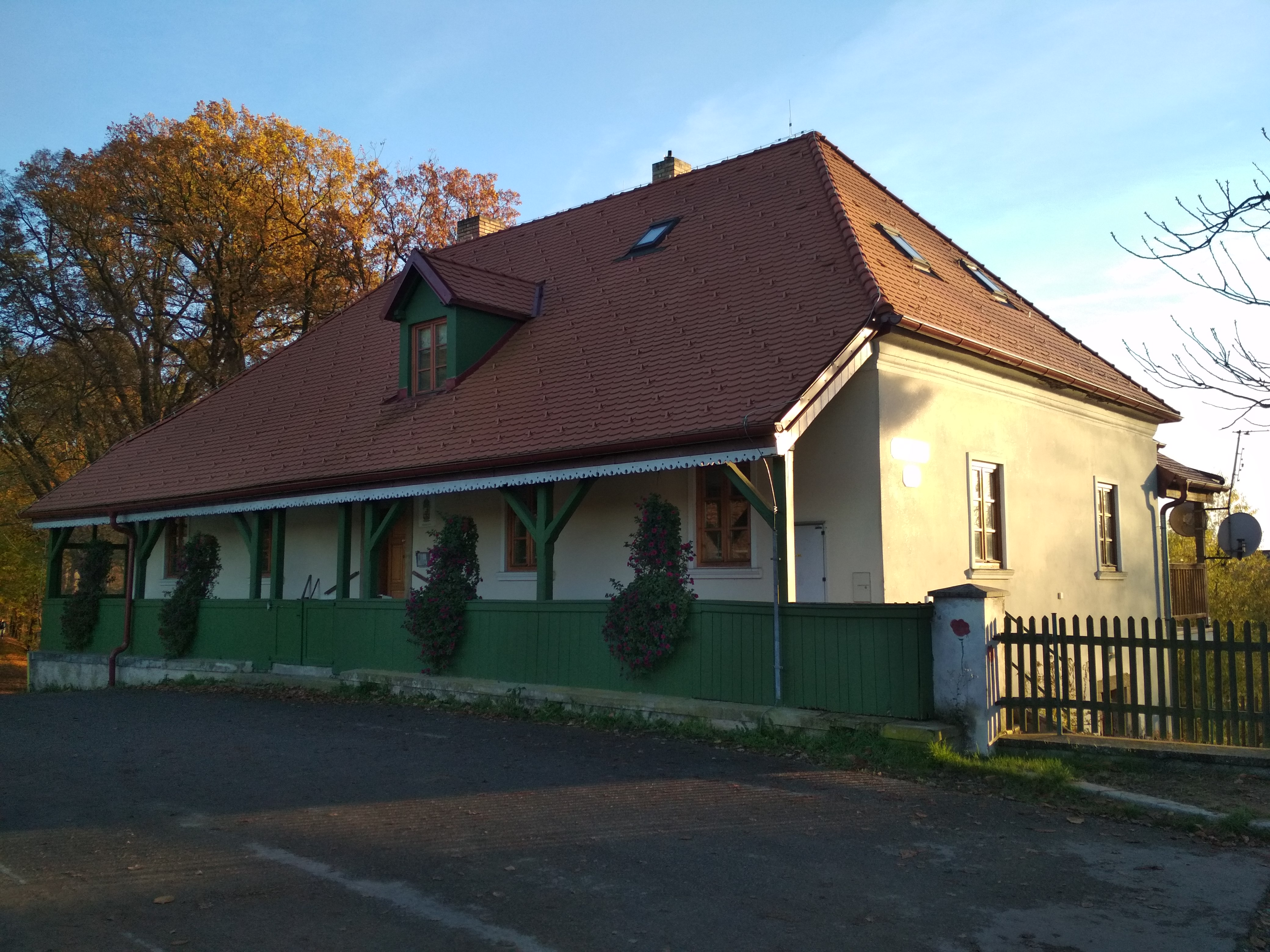
Budova čp. 21 (tzv. Rybárna)
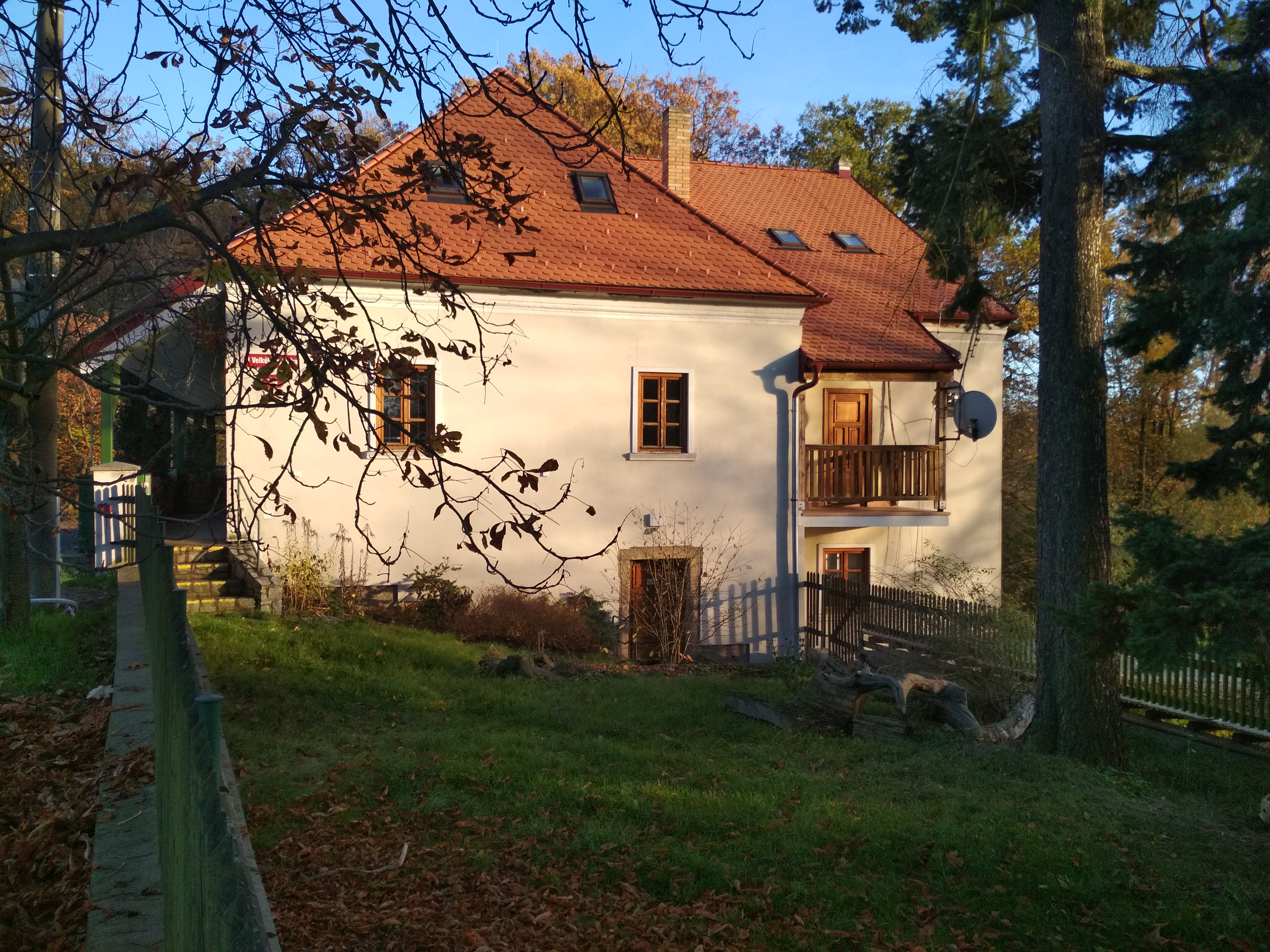
Budova čp. 21 (tzv. Rybárna)
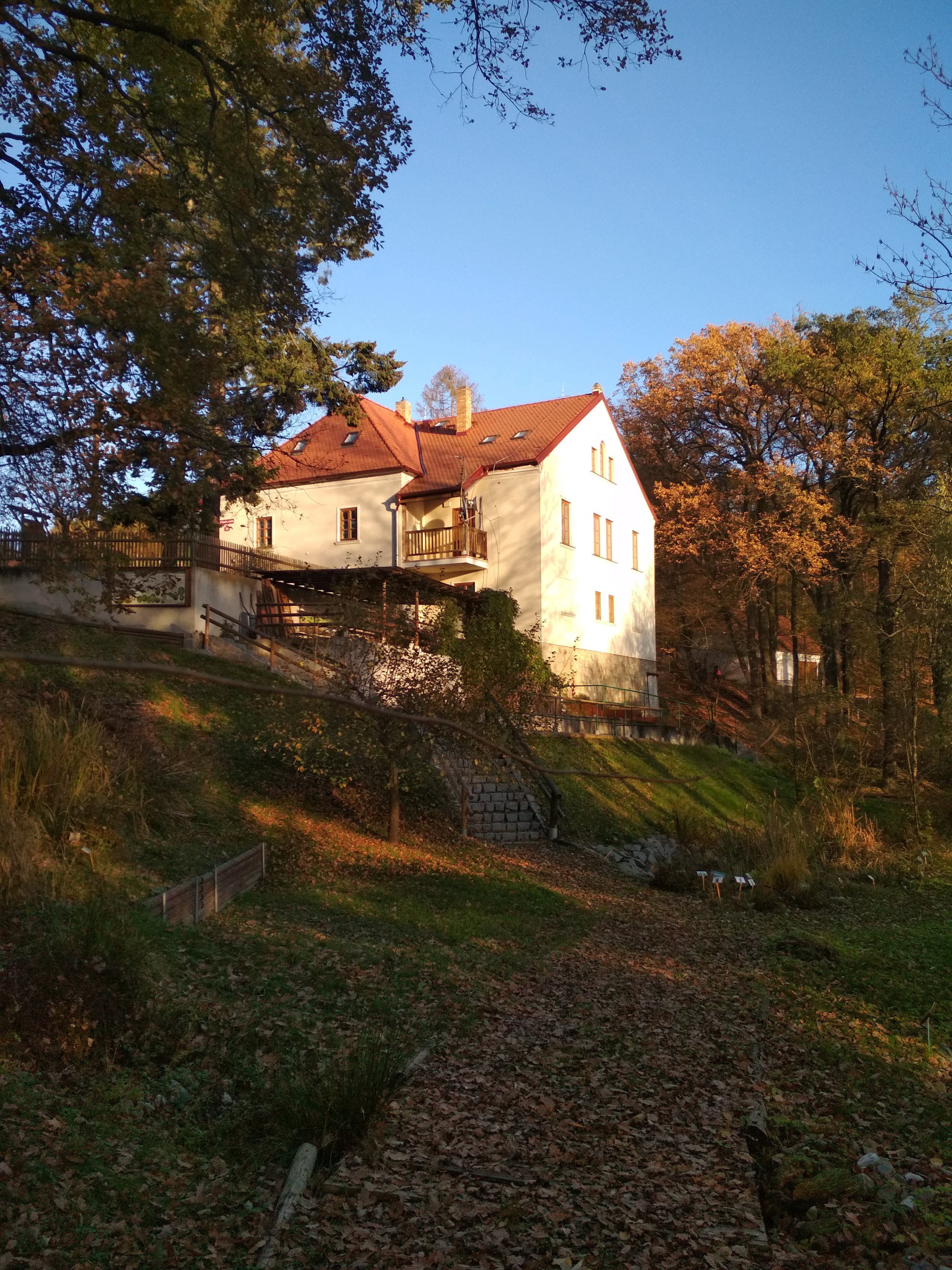
Budova čp. 21 (tzv. Rybárna) a výuková vodní zahrada
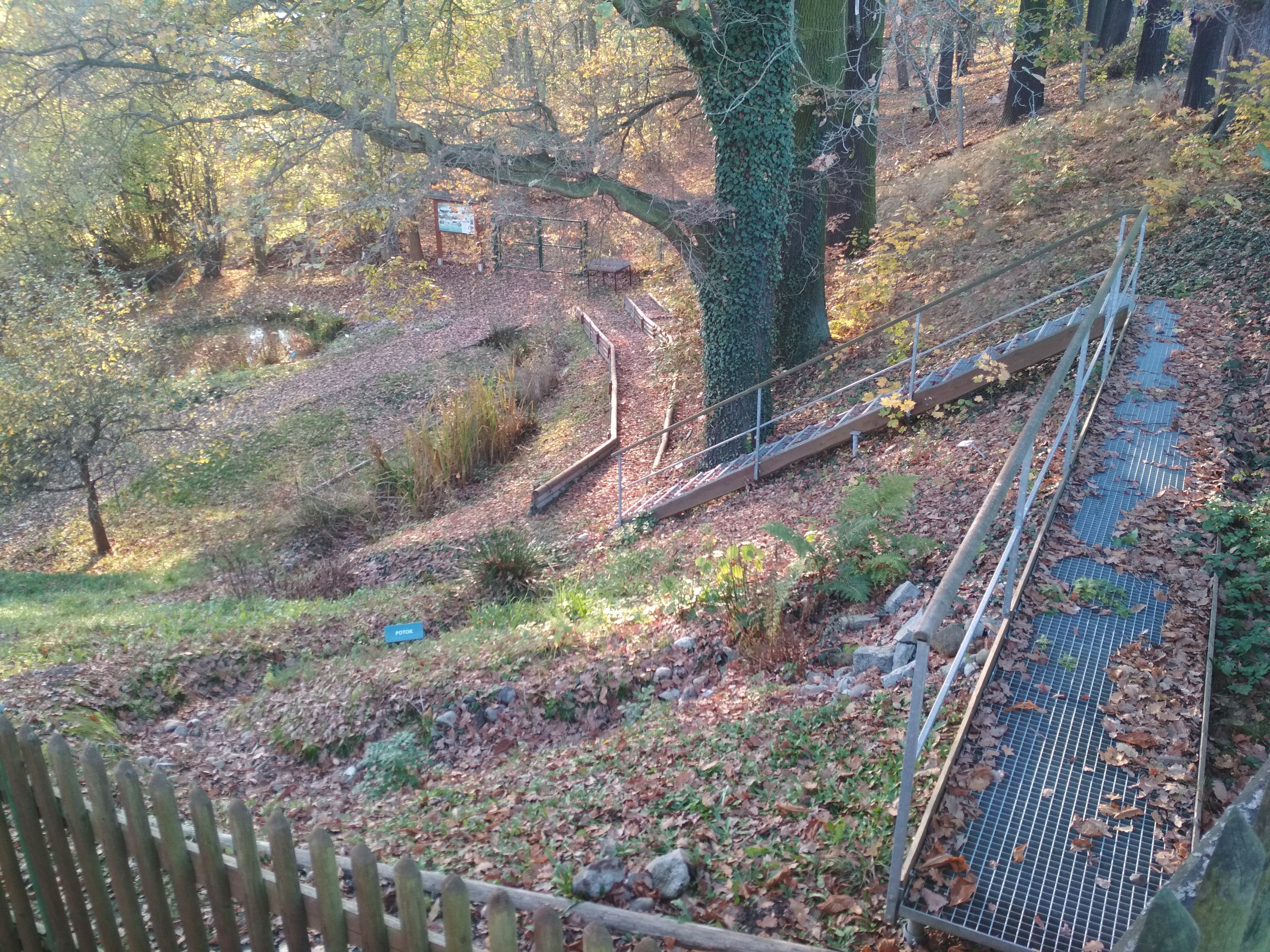
Výuková vodní zahrada pod objektem Rybárny
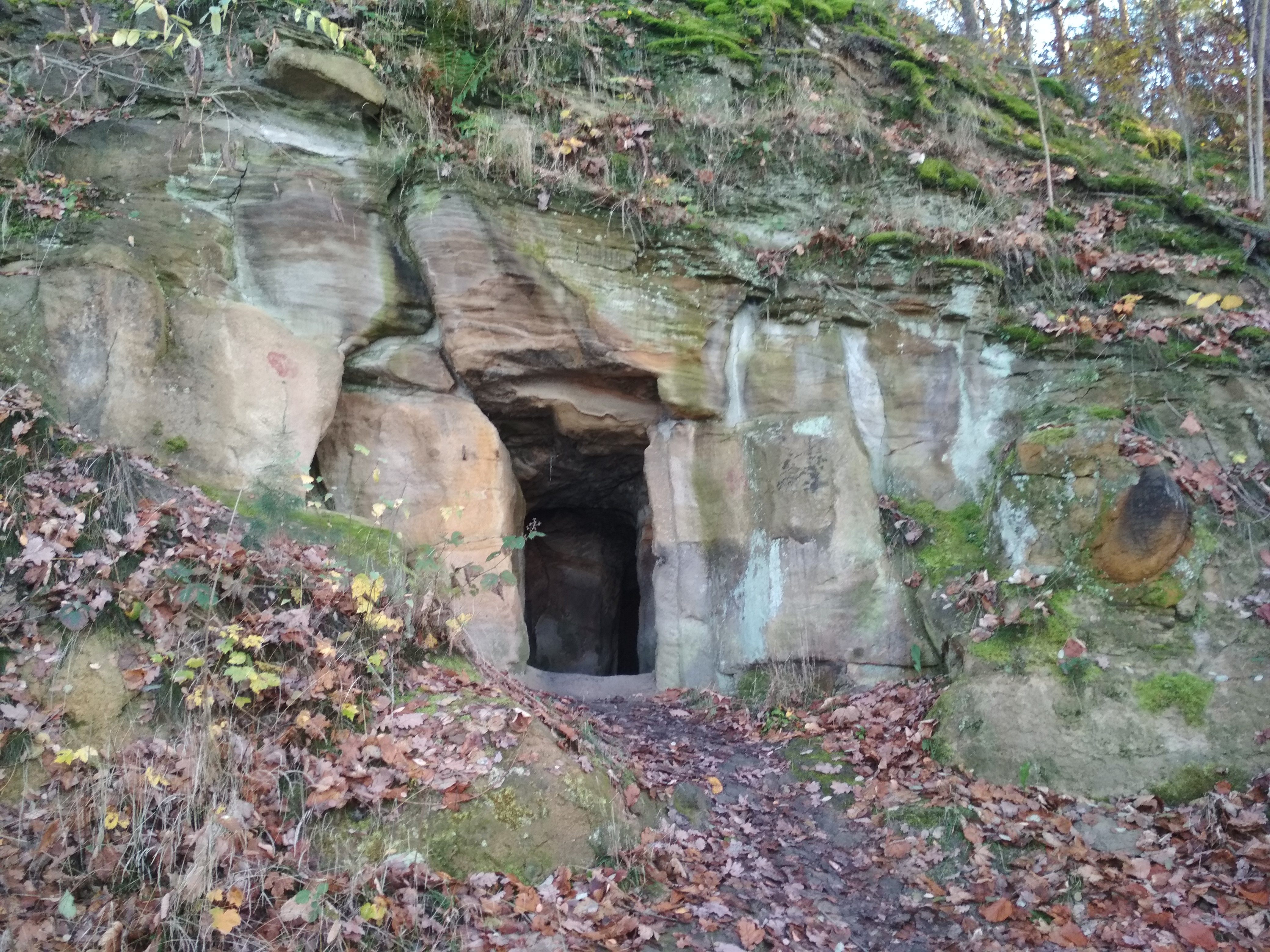
Umělá jeskyně vysekaná ve skále při jihovýchodním břehu

## Pověsti
V noci na den sv. Mikuláše se prý o půlnoci na hrázi Velkého rybníka objevuje strašidelná postava starého vousatého muže, jenž upřeně hledí do vody. V jednu hodinu ráno přelud zase zmizí. Jedná se o ducha mrzutého lesníka, který žil nedaleko rybníka i se svou schovankou. Když se muž jednoho dne vrátil z lesa, zjistil, že si dívka se zaujetím prohlíží obrázek a chtěl vědět, co na něm je. Dívka rychle vyběhla z domu, vhodila obraz do rybníka a odmítala prozradit, co si prohlížela. Vědma z Bílé Hory lesníkovi poradila, že obraz se o půlnoci v den svatého Mikuláše se objeví na hladině rybníka. Stařec v určenou noc upřeně sledoval hladinu rybníka, ale nic neobjevil. Obrázek nenalezl ani při výlovu následujícího roku, ovšem při dlouhém čekání v nepříznivém počasí onemocněl. Již před výlovem rybníka dívka z domu utekla a starému muži později poslala dopis, že odešla za milovaným mužem a provdala se za něj. Tato zpráva urychlila lesníkovu smrt, protože však nedosáhl smíření, objevuje se od té doby na hrázi a stále hledá obraz. 
Jiná pověst, zapsaná v roce 1936, zmiňuje, že pod největším dubem na hrázi Velkého rybníka je zakopán poklad. Jedná se však o strom, který byl již dříve pokácen.